# Canadair CL-215
Canadair CL-215 (Scooper) – kanadyjski gaśniczy samolot-amfibia produkowany w latach 1969–1990 przez przedsiębiorstwo Canadair (od 1986 roku Bombardier). Samolot przystosowany jest do lotu z niewielką prędkością oraz do lądowania zarówno na lądzie, jak i na powierzchni wody. Żartobliwie nazywane „bombowcami wodnymi”.

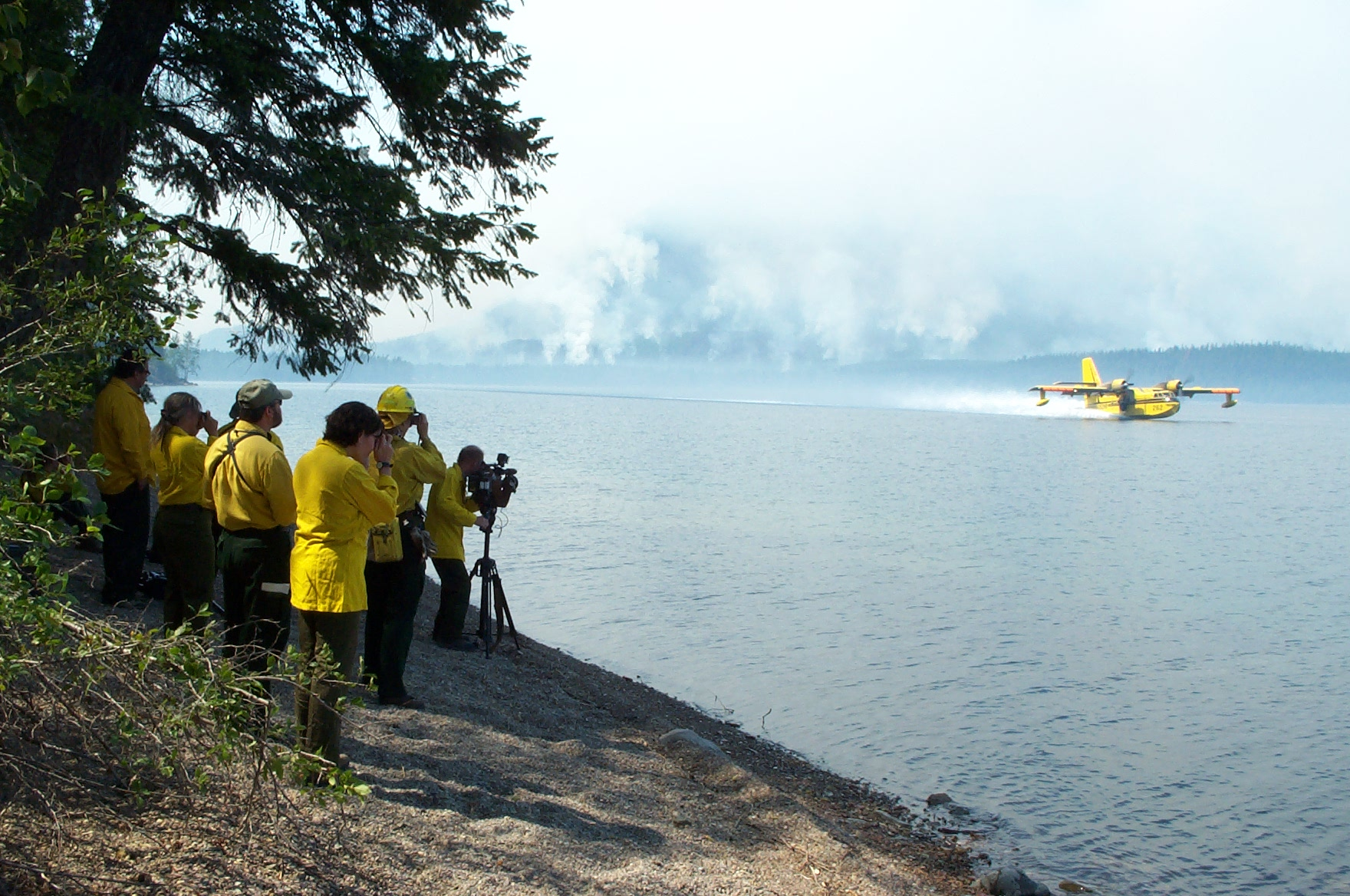
Canadair CL-215 podczas operacji pobierania wody w czasie przelotu nad lustrem zbiornika wodnego

## Historia
Canadair CL-215 (Scooper) to pierwszy model z serii amfibijnych łodzi latających zaprojektowanych i zbudowanych przez kanadyjskiego producenta samolotów Canadair, a później produkowanych przez Bombardier. Jest to jeden z niewielu dużych samolotów amfibijnych, które zostały wyprodukowane w dużych ilościach w okresie powojennym i pierwszy, który został opracowany od samego początku jako samolot gaśniczy dużych pożarów, np. lasów.
Ogólne założenia tego typu jednostki ustalono w 1963 roku na sympozjum poświęconym gaszeniu pożarów lasów w Ottawie w Kanadzie. Na początku 1966 roku podjęto decyzję o seryjnej produkcji Canadair CL-215, jako dwusilnikowy górnopłat, który może w 12 sekund pobrać 5455 litrów wody z powierzchni zbiornika podczas niskiego przelotu powyżej lustra wody. Pierwszy lot odbył się 23 października 1967 roku. Pierwszymi nabywcami były kanadyjska prowincja Quebec i francuska obrona cywilna, które zamówiły odpowiednio dwadzieścia i dziesięć egzemplarzy. Wykorzystywano je do monitorowania lasów i gaszenia pożarów lasów. Produkcja została przerwana w 1990 r. i przekształcona w następcę Canadair CL-415, który był zasadniczo identyczny, z wyjątkiem silnika, oraz większej masy wraz z większą ilością zabieranej wody i był dostępny od 1993 r. Do tego czasu dostarczono 125 egzemplarzy Canadair CL-215, głównie do kanadyjskich prowincji, ale również eksportowano. Dostarczono dziesięć samolotów do prowadzenia operacji ratowniczych i nadzoru wybrzeża oraz dwa do transportu pasażerów. Są one używane do dziś.
W 2016 roku z powodu trudności finansowych Bombardier zaprzestał produkcji Canadair CL-415 i prawa do niej i jego poprzednika Canadair CL-215 odsprzedał firmie Viking Air z prawem serwisowania tych dwóch typów użytkowanych przez różnych operatorów. 